# Orsinome lorentzi
Orsinome lorentzi är en spindelart som beskrevs av Kulczynski 1911. Orsinome lorentzi ingår i släktet Orsinome och familjen käkspindlar. Inga underarter finns listade i Catalogue of Life.